# Кент (округ, Делавэр)
Кент (англ. Kent County) — округ, расположенный в штате Делавэр, США с населением в 162 310 человек по данным переписи населения 2010 года. Окружным центром округа является город Довер, который также является столицей штата.

## История

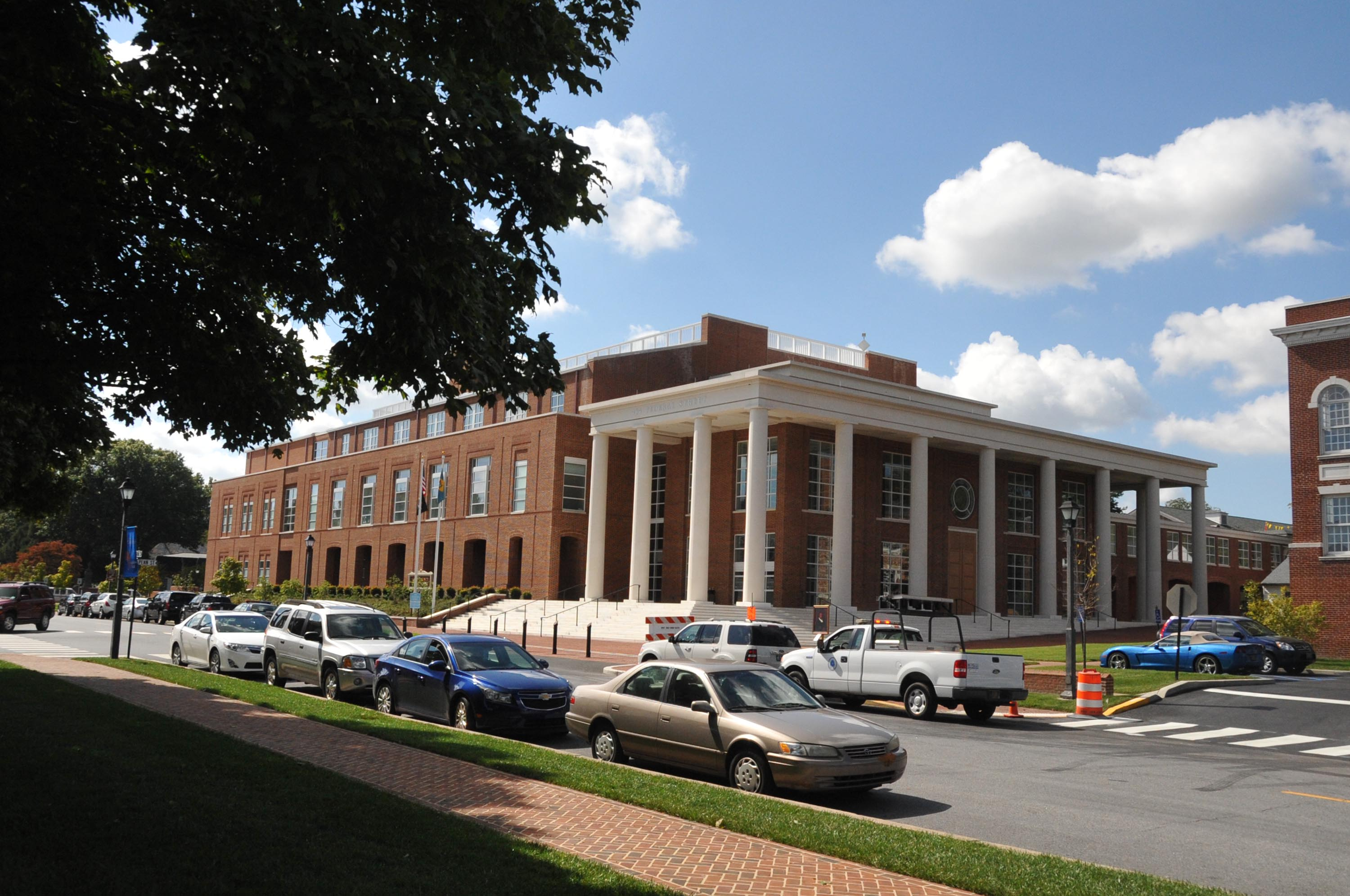
Новое здание суда

Заселение места англичанами в долине реки Санкт-Джонс (ранее Вольф Гриик) началось примерно в 1670 году. 21 июня 1680 года эту местность взял во владения герцог Йоркский Уильям Пенн. В 1697 году по поручению Пенна было построено здание суда. В 1717 году был заложен город Довер в 1777 году ставший столицей штата.
С 1960-х годов в округе развернуто производство скафандров для NASA.

## География
По данным Бюро переписи населения США, общая площадь округа — 2072,3 км², из которых: 1527,4 км² (73,7 %) — земля и 544,9 км² (26,3 %) — вода.

## Демография
| Год переписи | Нас.   |  | %±    |
| ------------ | ------ |  | ----- |
| 1790         | 18920  |  | —     |
| 1800         | 19554  |  | 3,4%  |
| 1810         | 20495  |  | 4,8%  |
| 1820         | 20793  |  | 1,5%  |
| 1830         | 19913  |  | −4,2% |
| 1840         | 19872  |  | −0,2% |
| 1850         | 22816  |  | 14,8% |
| 1860         | 27804  |  | 21,9% |
| 1870         | 29804  |  | 7,2%  |
| 1880         | 32874  |  | 10,3% |
| 1890         | 32664  |  | −0,6% |
| 1900         | 32762  |  | 0,3%  |
| 1910         | 32721  |  | −0,1% |
| 1920         | 31023  |  | −5,2% |
| 1930         | 31841  |  | 2,6%  |
| 1940         | 34441  |  | 8,2%  |
| 1950         | 37870  |  | 10%   |
| 1960         | 65651  |  | 73,4% |
| 1970         | 81892  |  | 24,7% |
| 1980         | 98219  |  | 19,9% |
| 1990         | 110993 |  | 13%   |
| 2000         | 126697 |  | 14,1% |
| 2010         | 162310 |  | 28,1% |
| 1790–2010    |        |  |       |

По данным переписи населения 2000 года в округе проживало 162 310 человек, 33 623 семьи, насчитывалось 47 224 домашних хозяйств и 50 481 жилой дом. Средняя плотность населения составляла около человек на один квадратный километр. Расовый состав округа по данным переписи распределился следующим образом: 73,49 % белых, 20,66 % — чёрных или афроамериканцев, 0,64 % — коренных американцев, 1,69 % — азиатов, 0,04 % — выходцев с тихоокеанских островов, 2,22 % — представителей смешанных рас, 1,27 % — других народностей. Испаноговорящие составили 3,21 % от всех жителей округа.
Из 47 224 домашних хозяйств в 35,5 % — воспитывали детей в возрасте до 18 лет, 52,9 % представляли собой совместно проживающие супружеские пары, в 13,8 % семей женщины проживали без мужей, 28,8 % не имели семей. 23 % от общего числа семей на момент переписи жили самостоятельно, при этом 8,40 % составили одинокие пожилые люди в возрасте 65 лет и старше. Средний размер домашнего хозяйства составил 2,61 человек, а средний размер семьи — 3,06 человек.
Население округа по возрастному диапазону по данным переписи 2000 года распределилось следующим образом: 27,3 % — жители младше 18 лет, 10,1 % — между 18 и 24 годами, 29,8 % — от 25 до 44 лет, 21,2 % — от 45 до 64 лет и 11,7 % — в возрасте 65 лет и старше. Средний возраст жителей составил 34 года. На каждые 100 женщин в округе приходилось 93,1 мужчин, при этом на каждые сто женщин 18 лет и старше приходилось 89,6 мужчин также старше 18 лет.
Средний доход на одно домашнее хозяйство в округе составил 40 950 долларов США, а средний доход на одну семью — 46 504 доллара. При этом мужчины имели средний доход в 32 660 долларов США в год против 24 706 долларов среднегодового дохода у женщин. Доход на душу населения в округе составил 18 662 доллара в год. 8,10 % от всего числа семей в округе и 10,70 % от всей численности населения находилось на момент переписи населения за чертой бедности, при этом 14,8 % из них были моложе 18 лет и 8,8 % — в возрасте 65 лет и старше.

## Населённые пункты

### Населенные пункты
- Дувр
- Харрингтон
- Милфорд (часть города Милфорд находится в графстве Сассекс)
- Смирна
- Бауэрс
- Камден
- Чесволд
- Клейтон (часть Клейтона находится в округе Нью-Касл)
- Фармингтон
- Фелтон
- Фредерика
- Хартли
- Хьюстон
- Кентон
- Лейпсик
- Литл-Крик
- Магнолия
- Смирна (часть Смирны находится в округе Нью-Касл)
- Альт
- Вудсайд
- Вайоминг